# (308933) 2006 SQ372
2006 أس كيو 372 (ويعرف أيضًا باسم (308933) 2006 أس كيو 372 وفق تسمية الكوكب الصغير) (بالإنجليزية: 2006 SQ372)‏ هو كويكب ضمن حزام الكويكبات؛ وترتيبه 308933 من حيث الاكتشاف.
اكتُشف هذا الجُرم الفلكي بواسطة آدم بلوك ‏ في 27 سبتمبر 2006.

## وصلات خارجية
- (308933) 2006 SQ372 في قاعدة بيانات مختبر الدفع النفاث لأجرام النظام الشمسي الصغيرة

- الاكتشاف · مخطط المدار ·  العناصر المدارية · المعلمات المادية

- (308933) 2006 SQ372 على موقع ويكي سكاي: DSS2, SDSS, GALEX, IRAS, Hydrogen α, X-Ray, Astrophoto, Sky Map, Articles and images